# Cryptosepalum diphyllum
Cryptosepalum diphyllum är en ärtväxtart som beskrevs av Paul Auguste Duvigneaud. Cryptosepalum diphyllum ingår i släktet Cryptosepalum, och familjen ärtväxter. IUCN kategoriserar arten globalt som starkt hotad. Inga underarter finns listade i Catalogue of Life.